# Aphlebiella madecassa
Aphlebiella madecassa är en kackerlacksart som först beskrevs av Henri Saussure 1869.  Aphlebiella madecassa ingår i släktet Aphlebiella och familjen småkackerlackor.
Artens utbredningsområde är Madagaskar. Inga underarter finns listade i Catalogue of Life.